# 藤原冬緒
藤原 冬緒（ふじわら の ふゆお）は、平安時代前期の公卿。藤原京家、参議・藤原浜成の孫。豊後守・藤原豊彦の三男。官位は正三位・大納言。
儒学の才を謳われる一方、民政にも明るく、官田の設置（元慶官田）を提唱して財政再建を行うなど、清和・陽成朝を支える能吏として活躍した。60歳を過ぎてから公卿となり、80歳を越える長命を保って大納言に昇るなど、政治的には振るわなかった藤原京家においては際立った存在であり、結果的に京家出身の最後の公卿となった。

## 経歴
承和10年（843年）勘解由判官に任官。のち、式部少/大丞を経て、六位蔵人に春宮少進を兼ねて仁明天皇と皇太子・道康親王（のち文徳天皇）の両方の身近に仕える。承和14年（847年）に従五位下に叙爵し、右少弁に任ぜられる。仁明朝末の嘉祥2年（849年）伊勢介として地方官に転じる。
嘉祥3年（850年）文徳天皇の即位後、春宮亮として京官に復帰し、皇太子・惟仁親王（のち清和天皇）に仕える。仁寿2年（852年）右少弁に任ぜられて以降、左右少弁に春宮亮を兼ね、文徳朝でも再び天皇と皇太子の両方に身近に仕える。またこの間の仁寿4年（854年）に従五位上に叙せられている。斉衡2年（855年）肥後守として、再び地方官に転じる。
貞観元年（859年）正五位下・右中弁に叙任されると、清和朝では貞観2年（860年）従四位下、貞観6年（864年）従四位上、貞観9年（867年）右大弁と弁官を務めながら順調に昇進し、一方で大宰大弐・弾正大弼・勘解由長官を兼ねている。この間の貞観4年（862年）参議以上の官職にある廷臣に対して、時の政治について議論させ諸政策の効果について詳らかにするよう詔勅が出された。この際、右大臣・藤原良相により参議未満の者で意見を述べさせるべき者の一人として、名声が広く伝わっており、器量や見識に優れ、その有能ぶりは吏幹と称されている、との理由で冬緒の名が挙げられている。
貞観11年（869年）12月に参議に任ぜられ公卿に列すが、同時に大宰大弐に再任されて新羅の入寇で動揺する大宰府へ下向する。翌貞観12年（870年）2月には新羅の来襲への対策も踏まえて以下を提言し、認められている。
- 烽燧（敵の来襲を知らせる狼煙）は戦争への備えとして非常に大切である。しかし、ここ10年以上危機を知らせるべき機会がなかったために、烽燧を設置していても非常時に役に立つかわからない。そこで、大宰府管内の諸国諸島に命じて、実際に烽燧を使用させて通知ができるかどうか訓練を行うべき。但し、突然烽燧を使用すると庶民が驚くため、事前に訓練を行うことを予告する必要がある。
- 近年、官民を問わず人々が良馬を求めて大宰府管内に立ち入り、年間1000頭以上の馬が持ち出されている。危急時の備えとしては馬が最も役に立つことから、豊前・長門両国の馬の国外への持ち出しを4年間禁止するべき。
- 諸国の雑米は予め定められた諸司に輸納されるが、司によって納入状況が異なり、納入状況がよくとも雑米を全て使い切ってしまう司がある一方で、未進が多く業務遂行に支障を来す司もあり、必要な場合に司間で雑米を融通することができない状況にある。そのため、五使の料に用いる分を除いて、庸米と雑米を一旦全て税庫に納め、毎月諸司に支給する方式に改めるべき。
- 近年、穀倉院の地子交易について一人の専任官を設置し、毎年地子稲を軽貨に交換した上で朝廷に輸納させている。しかし、年初に専任官に地子稲を全て渡してしまうことから、府司が返却するように要求しても、専任官が言を左右にしてなかなか返却せず、それがまかり通る事態が発生してしまっている。だいたい、専任官を設置したことで逆に煩わしいことになっていることから、専任官は廃止して府司が直接交易を行うように改めるべき。

のち、議政官として民部卿等を兼帯し、貞観13年（871年）正四位下、貞観18年（876年）従三位に叙せられた。
清和朝末の貞観19年（877年）になると、70歳を越えた冬緒は度々辞官を願い出るが許されず、逆に同年10月に陽成天皇の即位に伴い中納言に昇進する。陽成朝でも昇進を重ね、元慶3年（879年）正三位、元慶6年（882年）大納言に至る。この間の元慶3年（879年）には民部卿として以下の提言を行い、採用されている。
- 口分田について、戸令では女性には1段120歩を支給することになっている。しかしながら、京戸の女性は養蚕や稲作のための労働は不要で、加えて所当は最も少ない。まして、公卿の子女や王侯の妻妾に土地を与えて益があるはずがない。但し、畿内の百姓については、租税は他国より軽いものの、労役は京戸より重い。そのため、京戸の女性に対する口分田の支給を停止して、代わりに畿内の男性に加算して支給すべき。
- 衣服や月料について、京庫からの支給では不足していたことから、地方の正税を転用し尽くし、遂には不動穀までも転用する事態となっている。ついては、財源を捻出するために、山城国800町、大和国1200町、河内国800町、和泉国400町、摂津国800町の計4000町を班田に回さずに官田として、得られる獲稲や地子を公用に充てるべき。

仁和3年（887年）老齢を理由に致仕、致仕時の官位は大納言正三位兼行弾正尹。寛平2年（890年）5月23日薨去。享年83。最終官位は致仕大納言正三位。

## 官歴
注記のないものは『六国史』による。
- 承和10年（843年） 正月10日：勘解由判官[5]
- 承和11年（844年） 正月11日：式部少丞[5]
- 承和13年（846年） 正月13日：式部大丞[5]。正月：六位蔵人[5]。2月11日：春宮少進（春宮・道康親王）[5]
- 時期不詳：正六位上
- 承和14年（847年） 正月7日：従五位下。正月12日：右少弁
- 嘉祥2年（849年） 正月13日：伊勢介
- 嘉祥3年（850年） 11月25日：春宮亮（皇太子・惟仁親王）
- 仁寿元年（851年） 4月1日：次侍従。7月8日：兼遠江権守
- 仁寿2年（852年） 2月28日：右少弁
- 仁寿3年（853年） 正月16日：左少弁、春宮亮遠江守如故
- 仁寿4年（854年） 正月7日：従五位上
- 斉衡2年（855年） 8月23日：肥後守、止左少弁
- 貞観元年（859年） 11月19日：正五位下。12月21日：右中弁
- 貞観2年（860年） 11月16日：従四位下
- 貞観3年（861年） 5月20日：兼大宰大弐
- 貞観6年（864年） 正月7日：従四位上
- 貞観8年（866年） 正月13日：弾正大弼
- 貞観9年（867年） 正月12日：右大弁
- 貞観10年（868年） 5月26日：勘解由長官[5]。9月25日：兼美濃権守[5]
- 貞観11年（869年） 12月8日：参議兼大宰大弐
- 貞観13年（871年） 正月7日：正四位下
- 貞観16年（874年） 2月29日：兼民部卿[5]
- 貞観17年（875年） 正月13日：兼伊予権守[5]
- 貞観18年（876年） 正月7日：従三位。正月14日：兼播磨権守[5]
- 貞観19年（877年） 正月14日：兼播磨守[5]。10月9日：中納言
- 元慶3年（879年） 11月25日：正三位
- 元慶6年（882年） 正月10日：大納言
- 元慶8年（884年） 3月9日：兼弾正尹、去民部卿
- 仁和3年（887年） 4月13日：致仕
- 寛平2年（890年）5月23日：薨去（致仕大納言正三位）

## 系譜
『尊卑分脈』による。
- 父：藤原豊彦
- 母：大伴永主の娘
- 生母不詳の子女
  - 男子：藤原灌木